# Пушкина, Маргарита Анатольевна
Маргари́та Анато́льевна Пу́шкина (22 января 1952, Тбилиси, Грузинская ССР) — советская и российская поэтесса, писательница, журналистка, переводчица и издательница, автор текстов песен. Наиболее известна по сотрудничеству с российскими метал-группами, в числе которых «Ария», «Мастер», «Кипелов», «Маврин», «Артерия», «Catharsis» и «Гран-КуражЪ».

## Биография

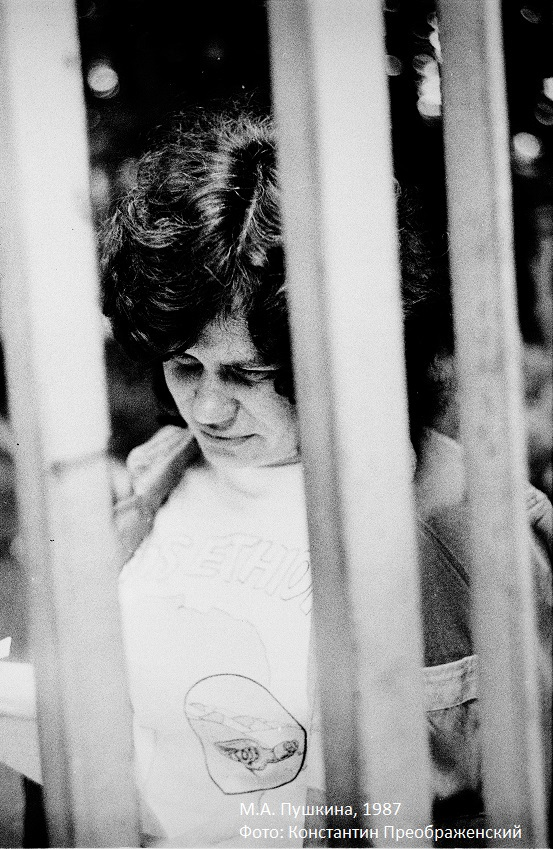
Маргарита Пушкина, 1987, фото Константина Преображенского

Отец — лётчик-бомбардировщик, Герой Советского Союза генерал Анатолий Иванович Пушкин. Мать — Зоя Петровна Родина, домохозяйка. 

Получила высшее образование; преподаватель испанского и английского языков.
Сильное влияние на формирование личности Пушкиной оказала её сестра археолог Тамара Пушкина. С юности Маргарита увлеклась рок-музыкой. Любит классическую симфоническую и оперную музыку, классический и современный рок (преимущественно западный).
Первый песенный текст был написан в 1970 году: песня Александра Кутикова, «Каждому из нас когда-то надо выловить по солнцу из воды».
В 1976 году Кутиков привёл Пушкину в группу «Високосное лето». С этого момента начинается сотрудничество Пушкиной с рок-музыкантами. Она отдаёт предпочтение «тяжёлой» музыке, хотя иногда пишет и для поп-исполнителей. Автор слов песен «Замыкая круг» (исполнитель Крис Кельми и «Рок-ателье») и «20:00» (исполнитель Александр Барыкин и «Карнавал»). Сотрудничала с Игорем Силиверстовым и Леонидом Величковским, писала также песни и для их проектов. В 1991 году написала песню «Санта Лючия», впервые прозвучавшую в исполнении Игоря Силиверстова и получившую второе рождение в исполнении Quest Pistols Show в 2014 году. Также написала тексты к двум песням группы «Стрелки» — «Мамочка» и «Ну-ка, ну-ка, ну-ка…». Является автором многих текстов к песням Ольги Кормухиной: «Верю», «Деревня», «Мир деревьев», «Буксир», «Время пришло», «Праздник, который пока не со мной», «Я не верю тебе», «Ангел-хранитель», «Остров», «Сонет» (дуэт с Хелависой).
Пишет тексты для групп «Автограф», «Карнавал» «Ария», «Мастер», «Рондо», «Рок-Ателье», «ЭВМ», «Лига блюза», «Кипелов», «Ольви», «Catharsis», «Маврин» и других.
Приняла участие в написании книги Дилана Троя «Ария. Легенда о Динозавре», куда среди прочего вошли её воспоминания о ранних годах группы «Ария». Пушкина позже выпустила свою книгу об «Арии» — «Ария Маргариты», целиком посвящённую тому, как создавались тексты группы и черновые версии песен.
С 1992 года издаёт рок-журнал «Забриски Rider» — издание, посвящённое альтернативной культуре Америки, Европы и России.
В 2007 году в рамках своего проекта «Margenta» выпустила альбом «Династия посвящённых», полностью написанный на её стихи. В 2009 году выпустила его продолжение под названием «Династия Посвящённых: Дети Савонаролы». В 2010 году вышел последовал сингл «Династия посвящённых: Цветок майорана». В 2013 году вышел третий альбом проекта «Династия посвящённых»: «Sic Transit Gloria Mundi».
С 2019 года сотрудничает с Продюсерским центром «Пентаграмма» в записи альбома оригинальных треков в исполнении звездных артистов мюзиклов. Было записано два трека на стихи Маргариты Пушкиной в исполнении Кирилла Гордеева («Гефсиманский сад») и Елены Газаевой («Лилит»).

## Проект Margenta
С 2003 года существует музыкальный проект Margenta, в рамках которого выпускаются альбомы на ранее неизданные стихи Маргариты Пушкиной и с её участием. Музыка в таких альбомах пишется на уже готовые тексты, а не наоборот, как обычно в указанных выше рок-группах. Проект Margenta осуществляется при участии многих известных музыкантов. Среди принявших участие в записях: Валерий Кипелов, Дмитрий Борисенков, Анатолий Алёшин, Артур Беркут, Алик Грановский, Максим Самосват, Пётр Елфимов и многие другие.
Альбом 2006 года «По ту сторону сна» был полностью записан группой «Мастер» с участием приглашённых вокалистов.
Пушкина часто принимает участие в записи альбомов на свои стихи в качестве «голоса от автора».
В 2023 году песня «Письмена в облаках», написанная для Margenta, вошла в мини-альбом Виталия Дубинина «Бал-Маскарад. Постскриптум», дополнение к одноимённому альбому.

### Дискография
- Отлетались (2003)
- По ту сторону сна (2006) (& Мастер)
- Династия посвящённых (2007)
- Династия посвящённых: Дети Савонаролы (2009)
- Нейтрализатор мрачности (2009)
- Цветок майорана/Династия посвящённых: Цветок майорана (сингл, 2010)
- Династия посвящённых: Sic Transit Gloria Mundi (2013)
- Очарованные грустью (2016) (& Sphinx (feat. Пётр Елфимов))
- Дым. Крепости. Волк (2016) (& Андрей Кустарёв)
- Династия Посвящённых: Окситания (2018)
- Salto Vitale. Трибьют Виталию Дубинину (2018)
- Вентиль — Провокация (2019)
- Сад развлечений им. И.Босха (2020)
- Алый Король (2020) (& Catharsis)
- Маги и Маглы (2021)
- Сон императора. A tribute to Кипелов (2022)
- Прикосновение (2023)
- Акустика (2024, концертный)

### В сборниках
| №  | Композиция           | Сборник                         | Год  |
| -- | -------------------- | ------------------------------- | ---- |
| 1. | Варфоломеевская ночь | Украдено из студии              | 2009 |
| 2. | Цветок майорана      | Украдено из студии 2            | 2010 |
| 3. | Я искала тебя        | Mastersland.com — 10 лет в сети | 2012 |

## Фильмография
- Тацу (1994)

## Книги
- Маргарита Пушкина-Линн (Рита Линн). Заживо погребённая в роке. Buried alive in the rock. — М.: Независимое издательство «Independent Press Crematorium», 1990. Архивировано 17 апреля 2007 года.
- Пушкина М. Слезай с моего облака. — М.: Арокс, 2000. — 368 с. — 1000 экз.
- Трой Д., Троегубов В., Пушкина М. Ария. Легенда о Динозавре. — М.: Леан, 2001. — 368 с. — ISBN 5-85929-042-X.
- М. Пушкина. Ария Маргариты. — М.: Нота-Р, 2004. — 376 с. — ISBN 5-85929-116-7.
- Земфира Рамазанова, Маргарита Пушкина, Светлана Сурганова и др. Поэты русского рока. — СПб.: Азбука-классика, 2005. — 624 с. — ISBN 5-352-01471-1.
- М. Пушкина. Династия посвящённых. — М.: Нота-Р, 2007. — 184 с. — ISBN 5-98581-024-0.
- М. Пушкина-Линн. Оттопыренность. — М.: ИП Галин А.В., 2014. — 416 с. — ISBN 978-5-906326-03-4.
- М. Пушкина-Линн. Недетская сказка о Жуке и его собачьей жизни. — М.: Rock-ExPress, 2020. — 96 с. — ISBN 978-5-906326-16-4.
- М. Пушкина-Линн. Окситанские сны. — М., 2020. — 288 с.